# Ulf Eriksson
Ulf Eriksson (Sollefteå, 1942. május 26. –) svéd nemzetközi labdarúgó-játékvezető.

## Pályafutása

### Nemzeti játékvezetés
A küldési gyakorlat szerint rendszeres partbírói tevékenységet is végzett. Az I. Liga játékvezetőjeként 1989-ben vonult vissza.

### Nemzetközi játékvezetés
A Svéd labdarúgó-szövetség Játékvezető Bizottsága (JB) terjesztette fel nemzetközi játékvezetőnek, a Nemzetközi Labdarúgó-szövetség (FIFA) 1974-től tartotta nyilván bírói keretében. Több nemzetek közötti válogatott és klubmérkőzést vezetett, vagy működő társának partbíróként segített. A svéd nemzetközi játékvezetők rangsorában, a világbajnokság-Európa-bajnokság sorrendjében a 6. helyet foglalja el 10 találkozó szolgálatával. Az aktív nemzetközi játékvezetéstől 1989-ben búcsúzott. Válogatott mérkőzéseinek száma: 23.

#### Labdarúgó-világbajnokság
A világbajnoki döntőhöz vezető úton Argentínába a XI., az 1978-as labdarúgó-világbajnokságra és Spanyolországba a XII., az 1982-es labdarúgó-világbajnokságra a FIFA JB játékvezetőként alkalmazta. A FIFA JB elvárása szerint, ha nem vezetett, akkor partbíróként tevékenykedett. Egy csoportmérkőzésen egyes számú besorolást kapott, játékvezetői sérülés esetén továbbvezethette volna a találkozót. Világbajnokságon vezetett mérkőzéseinek száma:  2 + 1 (partbíró).

##### 1978-as labdarúgó-világbajnokság

###### Selejtező mérkőzés
| Időpont           | Helyszín                | Mérkőzés típusa                     | Mérkőzés             | Eredmény | Nézők száma |
| ----------------- | ----------------------- | ----------------------------------- | -------------------- | -------- | ----------- |
| 1976. október 13. | Wembley Stadion, London | előselejtező (2. csoport)           | Anglia–Finnország    | 2 : 1    | 92 000      |
| 1977. október 23. | Központi Stadion, Szöul | Ázsia (AFC)/Óceánia (OFC) zónadöntő | Dél-Korea–Ausztrália | 0 : 0    |             |

###### Világbajnoki mérkőzés
| Időpont          | Helyszín                | Mérkőzés típusa              | Mérkőzés                | Eredmény | Nézők száma |
| ---------------- | ----------------------- | ---------------------------- | ----------------------- | -------- | ----------- |
| 1978. június 3.  | Városi Stadion, Córdoba | csoportmérkőzés (D. csoport) | Peru–Skócia             | 3 : 1    | 42 000      |
| 1978. június 14. | Városi Stadion, Rosario | csoportmérkőzés (B. csoport) | Argentína–Lengyelország | 2 : 0    | 40 000      |

##### 1982-es labdarúgó-világbajnokság

###### Selejtező mérkőzés
| Időpont           | Helyszín                       | Mérkőzés típusa           | Mérkőzés               | Eredmény | Nézők száma |
| ----------------- | ------------------------------ | ------------------------- | ---------------------- | -------- | ----------- |
| 1980. október 15. | Augusztos 23 Stadion, Bukarest | előselejtező (4. csoport) | Románia–Anglia         | 2 : 1    | 75 000      |
| 1981. október 14. | Lansdowne Road Stadion, Dublin | előselejtező (2. csoport) | Írország–Franciaország | 3 : 2    | 55 000      |

#### Labdarúgó-Európa-bajnokság

##### U21-es labdarúgó-Európa-bajnokság
Nem volt házigazdája a 3., az 1982-es U21-es labdarúgó-Európa-bajnokságnak, ahol az UEFA Jb bíróként foglalkoztatta.

###### 1982-es U21-es labdarúgó-Európa-bajnokság
| Időpont           | Helyszín                 | Mérkőzés típusa                 | Mérkőzés         | Eredmény |
| ----------------- | ------------------------ | ------------------------------- | ---------------- | -------- |
| 1982. április 21. | Központi Stadion, Harkov | egyik negyeddöntő (1. mérkőzés) | Szovjetunió–NSZK | 3 : 4    |

---
Az európai-labdarúgó torna döntőjéhez vezető úton Olaszországba a VI., az 1980-as labdarúgó-Európa-bajnokságra és Franciaországba a VII., az 1984-es labdarúgó-Európa-bajnokságra az UEFA JB játékvezetőként foglalkoztatta.

##### 1980-as labdarúgó-Európa-bajnokság

###### Selejtező mérkőzés
| Időpont            | Helyszín                 | Mérkőzés típusa           | Mérkőzés              | Eredmény | Nézők száma |
| ------------------ | ------------------------ | ------------------------- | --------------------- | -------- | ----------- |
| 1978. november 18. | Kuip Stadion, Rotterdam  | előselejtező (4. csoport) | Hollandi–NDK          | 3 : 0    | 45 000      |
| 1979. február 7.   | Wembley Stadion, London  | előselejtező (1. csoport) | Anglia–Észak-Írország | 4 : 0    | 91 244      |
| 1979. október 17.  | Heysel Stadion, Brüsszel | előselejtező (2. csoport) | Belgium–Portugália    | 2 : 0    | 8 799       |

##### 1984-es labdarúgó-Európa-bajnokság

###### Selejtező mérkőzés
| Időpont           | Helyszín                  | Mérkőzés típusa           | Mérkőzés                 | Eredmény | Nézők száma |
| ----------------- | ------------------------- | ------------------------- | ------------------------ | -------- | ----------- |
| 1983. október 28. | Olimpiai Stadion, Wrocław | előselejtező (2. csoport) | Lengyelország–Portugália | 0 : 1    | 15 000      |

#### Olimpiai játékok
Az 1980. évi nyári olimpiai játékok labdarúgó tornájának mérkőzésein a FIFA JB játékvezetői feladatokkal bízta meg.

##### 1980. évi nyári olimpiai játékok
| Időpont          | Helyszín                  | Mérkőzés típusa              | Mérkőzés           | Eredmény | Nézők száma |
| ---------------- | ------------------------- | ---------------------------- | ------------------ | -------- | ----------- |
| 1980. július 20. | Republican Stadion, Kijev | selejtező (C. csoport)       | NSZK–Spanyolország | 1 : 1    | 100 000     |
| 1980. július 24. | Republican Stadion, Kijev | csoportmérkőzés (C. csoport) | NSZK–Szíria        | 5 : 0    | 80 000      |
| 1980. július 29. | Lenin Stadion, Moszkva    | egyik elődöntő               | Szovjetunió–NSZK   | 0 : 1    | 95 000      |

#### Nemzetközi kupamérkőzések

##### UEFA-kupa
1989-ben az Európai Labdarúgó-szövetség (UEFA)/FIFA (FIFA) Játékvezető Bizottsága az aktív nemzetközi játékvezetéstől való búcsúzását, a Bayern Münichen–Glasgow Rangers találkozóra való küldéssel köszönte meg.
| Időpont | Helyszín                  | Mérkőzés típusa | Mérkőzés                     | Eredmény |
| ------- | ------------------------- | --------------- | ---------------------------- | -------- |
| 1989.   | Olimpiai Stadion, München | búcsúmérkőzés   | FC Bayern München–Rangers FC | 0 : 0    |

#### A magyar labdarúgó-válogatott mérkőzései (1902–1929)
| Időpont          | Helyszín             | Mérkőzés típusa              | Mérkőzés              | Eredmény | Nézők száma |
| ---------------- | -------------------- | ---------------------------- | --------------------- | -------- | ----------- |
| 1980. október 8. | Práter-stadion, Bécs | felkészülési (551. mérkőzés) | Ausztria–Magyarország | 3 – 1    | 8000        |